# سام هيشت
سام هيشت (بالإنجليزية: Sam Hecht)‏ هو مصمم بريطاني، ولد في 1969 في لندن في المملكة المتحدة.